# نوال يوسف
نوال يوسف (من مواليد 8 يناير 1997) ، المعروفة باسم نوال أوينخ، هي لاعبة كرة قدم مغربية، تلعب كمهاجمة لنادي سانت إتيان والمنتخب المغربي، ولدت أوينخ في فرنسا، وتمثل المغرب دوليًا منذ عام 2020.

## مهنة دولية
ظهرت لأول مرة مع المغرب ضد غانا في 26 نوفمبر 2020.

## الحياة الشخصية
متزوجة من لاعب كرة القدم الفرنسي، زيدو يوسف.

## روابط خارجية
- Naweal Ouinekh في الاتحاد الفرنسي لكرة القدم باللغة الفرنسية